# Eccidio di Porzûs
L'eccidio di Porzûs consistette nell'uccisione, fra il 7 e il 18 febbraio 1945, di diciassette partigiani (tra cui una donna, loro ex prigioniera) delle Brigate Osoppo, formazioni di orientamento cattolico e laico-socialista, da parte di un gruppo di partigiani – in prevalenza gappisti – appartenenti al Partito Comunista Italiano. L'evento, considerato uno dei più tragici e controversi della Resistenza italiana, fu ed è tuttora fonte di numerose polemiche in ordine ai mandanti dell'eccidio e alle sue motivazioni. Le vicende legate a Porzûs hanno travalicato il loro contesto locale fin dagli anni in cui si svolsero, entrando a far parte di una più ampia discussione storiografica, giornalistica e politica sulla natura e gli obiettivi immediati e prospettici del PCI in quegli anni, nonché sui suoi rapporti con i comunisti jugoslavi e con l'Unione Sovietica.

## Contesto storico

### Le Brigate Osoppo-Friuli
Le Brigate Osoppo-Friuli furono formazioni partigiane autonome fondate il 24 dicembre 1943 presso la sede del Seminario Arcivescovile di Udine su iniziativa di volontari "democristiani" e "azionisti":
(Boris Gombač, Atlante storico dell'Adriatico orientale (op.cit. – pag. 350))

### I partigiani jugoslavi nella Slavia friulana
Nella storia della guerra di liberazione, la situazione nelle estreme propaggini nord-orientali dell'allora territorio italiano presenta delle caratteristiche del tutto peculiari. Abitata in parte da popolazioni slovene – ampiamente maggioritarie in varie zone – l'area comprende al proprio interno anche una regione denominata all'epoca "Slavia veneta" (oggi chiamata prevalentemente Slavia friulana, in sloveno Benečija) appartenuta per secoli alla Repubblica di Venezia e incorporata al Regno d'Italia fin dal 1866. Durante la seconda guerra mondiale, nell'aprile 1941 l'Italia partecipò all'invasione della Jugoslavia e si annetté parte del suo territorio. Le forze armate italiane per oltre due anni presero parte in modo attivo, insieme alla Wehrmacht e ai vari reparti collaborazionisti sloveni, croati, bosniaci e serbi, all'azione di controllo del territorio e di repressione contro ogni opposizione al dominio dell'Asse e degli Stati satelliti croato e serbo. Il 10 settembre 1943 – due giorni dopo l'annuncio dell'armistizio italiano e il conseguente sbandamento delle forze armate italiane – la Slavia veneta fu inclusa formalmente dai tedeschi nella Zona d'operazioni del Litorale adriatico (in tedesco Operationszone Adriatisches Küstenland – OZAK), territorio sul quale la sovranità della Repubblica Sociale Italiana (RSI) fu puramente nominale, divenendo teatro di un'intensa repressione antipartigiana coordinata dal locale capo delle SS Odilo Globočnik.
In tale contesto geografico operarono contemporaneamente tre tipologie di formazioni partigiane: gli sloveni del IX Korpus, fortemente organizzati e inseriti all'interno dell'Esercito Popolare di Liberazione della Jugoslavia (in sloveno: Narodnoosvobodilna vojska in partizanski odredi Jugoslavije – NOV in POJ, o NOVJ), alcune Brigate Garibaldi, fra le quali in particolare quelle inserite nella Divisione Garibaldi "Natisone", costituita prevalentemente da militanti comunisti, e le Brigate Osoppo-Friuli, con componenti d'ispirazione monarchica, azionista, socialista, laica e cattolica.
Tutte le terre a est del fiume Isonzo – e comunque ovunque vivesse una componente etnica slovena, compresa quindi la Slavia veneta – furono rivendicate fin dalla fine del 1941 dal Comitato Centrale del Partito Comunista di Slovenia (PCS), la forza egemone del Fronte di Liberazione Sloveno (Osvobodilna fronta - Of), che le dichiarò ufficialmente annesse nel settembre del 1943. All'interno di questi territori gli jugoslavi pretesero di avere il comando di tutte le operazioni militari sottoponendo al controllo del NOVJ le altre formazioni combattenti, in diretta connessione con quanto aveva stabilito, a seguito di precisa richiesta di Tito, il segretario del Comintern Georgi Dimitrov in una lettera del 3 agosto 1942: questi aveva disposto per tutta la Venezia Giulia la dipendenza delle strutture del PCI al PCS. L'obiettivo dei partigiani jugoslavi era triplice: liberare le zone occupate dagli eserciti dell'Asse, creare una serie di fatti compiuti per sostanziare le proprie rivendicazioni territoriali eliminando ancora nel corso delle operazioni belliche ogni opposizione – reale o potenziale – a tale disegno e procedere nel contempo a una rivoluzione sociale di tipo marxista.

### La posizione del PCI

#### Premesse
La prima presa di posizione del Partito Comunista d'Italia sulla questione dei confini orientali italiani si manifestò nel 1926, durante il terzo congresso di Lione. In quell'occasione il PCd'I riprese le direttive del quinto congresso del Comintern (Mosca 1924), che aveva elaborato la politica denominata di «rottura della Jugoslavia»: PCd'I e Partito Comunista di Jugoslavia dovevano cooperare per il distacco dei popoli dalla monarchia dei Karađorđević. L'approccio alla questione ruotò intorno alla parola d'ordine di Lenin sul diritto di autodecisione, eventualmente fino alla separazione dallo Stato maggioritario. Al quarto congresso del PCd'I, tenuto a Colonia nel 1931, si ribadì espressamente «il diritto delle minoranze nazionali a disporre di sé stesse fino alla separazione dallo Stato italiano».
A dicembre del 1933 fu elaborata da delegazioni riunitesi a Mosca una «Dichiarazione comune dei Partiti comunisti della Jugoslavia, dell'Italia e dell'Austria sul problema sloveno», con la quale i tre partiti dichiararono di essere «per l'autodecisione del popolo sloveno, senza alcuna riserva, e sino alla separazione degli Sloveni dagli Stati imperialistici che oggi li opprimono, e che sono l'Italia, la Jugoslavia e l'Austria», nel contempo affermando che «chi non lavora e non lotta per realizzare questa linea politica (...) non è un comunista, ma un opportunista contro il quale si deve combattere».
Nel 1935 il PCd'I si fece promotore di un'intesa con tutte le forze slovene, comuniste e no, in un «fronte popolare» antifascista. Ricevuta da alcuni «allarmati» comunisti triestini una richiesta di spiegazioni, l'anno successivo l'Unità clandestina pubblicò un articolo chiarificatore, nel quale confermò «l'invito ai nazionalisti sloveni e croati della Venezia Giulia (...), a lavorare assieme ai comunisti ed ai nazionalisti della ex-TIGR per la costituzione di un fronte popolare (...), come via per raggiungere la libertà politica e nazionale nella Venezia Giulia», ribadendo «il diritto delle minoranze oppresse all'autodecisione fino al distacco dallo Stato italiano», ritenendo questa presa di posizione «questione di principio per noi comunisti italiani».

#### Gli sviluppi nella fase finale della guerra
Lo sloveno Edvard Kardelj, uno dei più importanti collaboratori di Tito, in una lettera del 9 settembre 1944 inviata alla direzione del PCI Alta Italia per il tramite di Vincenzo Bianco – prescelto personalmente da Togliatti come delegato del partito presso il Fronte di Liberazione Sloveno – scrisse che all'interno delle formazioni partigiane italiane occorreva «fare un repulisti di tutti gli elementi imperialisti e fascisti». Con riferimento alle zone di operazioni del IX Korpus, così proseguì: «Non possiamo lasciare su questi territori nemmeno un'unità nella quale lo spirito imperialistico italiano potrebbe essere camuffato da falsi democratici», auspicando il passaggio dell'intera regione alla nuova Jugoslavia: «Gli italiani saranno incomparabilmente più favoriti nei loro diritti e nelle condizioni di progresso di quel che sarebbero in un'Italia rappresentata da Sforza». Rispetto alla Osoppo, rilevò che fosse «sotto una forte influenza di diversi ufficiali badogliani e politicamente guidata dai seguaci del Partito d'Azione».
A seguito della lettera, Bianco intraprese, a nome del PCI, una serie di colloqui coi rappresentanti del comitato centrale del PCS Miha Marinko, Lidija Šentjurc e Anton Vratuša "Urban". Il 17 settembre inviò una lettera a Togliatti nella quale rivelò d'aver acconsentito alla cessione delle zone reclamate dagli sloveni: «Non potevo oppormi alle giuste rivendicazioni nazionali di un popolo, che da tre anni combatte eroicamente contro il nostro comune nemico e non potevo dividere – e non si può – la città di Trieste e altri centri dal loro naturale retroterra». Il 24 settembre egli spedì alle federazioni del PCI di Gorizia, Trieste e Udine, al commissario politico delle formazioni Garibaldi Friuli Mario Lizzero "Andrea" e al comitato centrale del PCS una lunga missiva – divenuta in seguito nota col nome di «riservatissima» – firmata «a nome del Comitato Centrale del PCI» che riproponeva fedelmente i postulati della lettera di Kardelj. Non solo i destini della Slavia veneta, ma quelli dell'intera Venezia Giulia e di Trieste erano chiaramente delineati: «Trieste, come tutti gli italiani veramente democratici antifascisti, avranno [sic] un migliore avvenire in un paese dove il popolo è padrone dei propri destini, che non in un'Italia occupata dai nostri alleati anglo-americani. (…) La vostra lingua e la vostra cultura italiana vi è garantita tanto dal NOVJ che dalle vostre forze armate incorporate in quelle di Tito, con appoggio della Unione Sovietica. Domani, quando la situazione dell'Italia sarà cambiata, quando il popolo nostro sarà anch'esso libero e padrone dei propri destini, il problema di Trieste e di voi tutti sarà risolto, nei modi e sull'esempio della Unione Sovietica».
Il 13 ottobre 1944, sulle pagine dell'organo ufficiale del PCI Alta Italia La nostra lotta, fu pubblicato un lungo articolo anonimo dal titolo «Saluto ai nostri amici e alleati jugoslavi», nel quale si annunciava che «le forze popolari del Maresciallo Tito, appoggiate dal vittorioso Esercito Sovietico» avrebbero iniziato delle «operazioni di grande respiro» anche nella «Venezia Giulia (…) e [nei] territori dell'Italia Nord-Orientale». Salutando «quest'eventualità come una grande fortuna per il nostro paese», il giornale comunista invitava ad «accogliere i soldati di Tito non solo come liberatori allo stesso modo in cui sono accolti nell'Italia liberata i soldati Anglo-Americani, ma come dei fratelli maggiori che ci hanno indicato la via della rivolta (…) e che ci apportano (…) la libertà». I soldati di Tito erano quindi da considerare «come i creatori di nuovi rapporti di convivenza e di fratellanza, non solo fra i popoli jugoslavi ma fra tutti i popoli»: «non solo i territori slavi da essi liberati, ma anche quelli italiani non saranno sottoposti al regime di armistizio, ma considerati come territori liberi, con un proprio governo rappresentato dagli organismi del movimento di liberazione, nei quali (…) ogni popolo (…) trov[erà] immediata e sicura espressione democratica». Grazie quindi all'opera congiunta dei partigiani italiani e jugoslavi «sarà tutto il popolo italiano che si sentirà legato a tutti i popoli jugoslavi e balcanici (…) [e] che si collegherà, attraverso i popoli balcanici, alla grande Unione Sovietica che è stata, e sempre sarà, faro di civiltà e di progresso per tutti i popoli (…)». «Il Partito Comunista Italiano» – concludeva quindi l'articolo – «impegna (…) tutti i comunisti (…) a combattere come i peggiori nemici della liberazione nazionale del nostro Paese e, quindi, come alleati dei tedeschi e dei fascisti quanti, con i soliti pretesti del "pericolo slavo" e del "pericolo comunista" lavorano a sabotare gli sforzi militari e politici dei nostri fratelli slavi (…)».
Il 17 ottobre 1944 Palmiro Togliatti ebbe un incontro personale a Roma con Kardelj e con altri dirigenti comunisti jugoslavi: secondo la minuta dell'incontro di mano dello stesso Kardelj, il leader comunista italiano «non mette in discussione che Trieste spetti alla Jugoslavia, tuttavia ci raccomanda di applicare una politica nazionale che soddisfi gli italiani». Due giorni dopo, Togliatti inviò un'ampia lettera a Bianco, suddivisa in sei punti e «concordata con gli jugoslavi», esprimente «l'opinione non soltanto mia ma anche della direzione del Partito, da me consultata». Considerando «un fatto positivo, di cui dobbiamo rallegrarci e che in tutti i modi dobbiamo favorire, la occupazione della regione giuliana da parte delle truppe del maresciallo Tito», al fine non solo di battere tedeschi e fascisti, ma anche di creare nell'area «un regime democratico e progressivo», Togliatti ordinò a tutte le divisioni garibaldine operanti nei territori reclamati dagli jugoslavi di entrare nel NOVJ, e scrisse di proprio pugno il testo dell'ordine del giorno che i garibaldini avrebbero dovuto adottare:
Togliatti non fece riferimento esplicitamente alle Brigate Osoppo Friuli, ma dispose che «(…) i comunisti devono prendere posizione contro tutti quegli elementi italiani che si mantengono sul terreno e agiscono in nome dell'imperialismo e nazionalismo italiano e contro tutti coloro che contribuiscono in qualsiasi modo a creare discordia tra i due popoli».

I partigiani osovani Alfredo Berzanti "Paolo" (secondo da sinistra) e, a seguire verso destra, Candido Grassi "Verdi", il colonnello Emilio Grossi "Vincenzi" del comando unificato Garibaldi-Osoppo e il garibaldino Lino Zocchi "Ninci" in una foto del 1944

In conseguenza di ciò, fin dagli ultimi mesi del 1944 la Divisione Garibaldi Natisone passò sotto il comando del IX Korpus, venendo inquadrata all'interno del NOVJ su tre Brigate: 156ª Brigata "Bruno Buozzi", 157ª Brigata "Guido Picelli" e 158ª Brigata "Antonio Gramsci". Il 15 gennaio 1945 i comandanti della Divisione si recarono per la prima volta al comando del IX Korpus: qui trovarono Vincenzo Bianco, che si presentò come portavoce del Comitato Centrale del PCI e comunicò che la Natisone sarebbe stata integrata completamente nell'esercito di Tito, rompendo ogni contatto con le organizzazioni italiane. Invece di rimanere a combattere nel territorio nazionale, la Divisione fu quindi trasferita dapprima nella parte orientale dell'allora provincia di Gorizia  – compattamente slovena  – e poi nella zona di Lubiana, ritornando in Italia solo alla fine del maggio 1945. I comandi della Osoppo invece rifiutarono, sostenendo di voler fare riferimento unicamente alle strutture direttive del Comitato di Liberazione Nazionale italiano. Questa situazione acuì una preesistente spaccatura all'interno delle forze partigiane italiane nella regione, che assunse sempre più le forme di un'aspra conflittualità ideologico-politica sui fini ultimi della lotta resistenziale e sulla sistemazione confinaria postbellica.
Tale acceso contrasto aveva conosciuto uno dei suoi momenti più importanti nell'agosto del 1944. A seguito del rastrellamento di Pielungo (frazione di Vito d'Asio dove aveva sede il comando della Osoppo) del 19 luglio con la conseguente liberazione di un gruppo di prigionieri tedeschi, il CLN udinese e il Comitato Regionale Veneto avevano deciso la destituzione dei comandanti osovani Candido Grassi "Verdi" e don Ascanio De Luca "Aurelio", accusati di comportamento imprudente e sostituiti col seguente organigramma: al comando l'azionista Lucio Manzin "Abba", suo vice il comunista Lino Zocchi "Ninci", già comandante della brigata Garibaldi Friuli; commissario politico il già citato comunista Mario Lizzero "Andrea"; vicecommissario l'azionista Carlo Commessatti "Spartaco". Le formazioni della Osoppo avevano reagito con molta decisione, destituendo a loro volta i comandanti designati e rimettendo al loro posto i precedenti.

### Le trattative tra X Mas e Osoppo

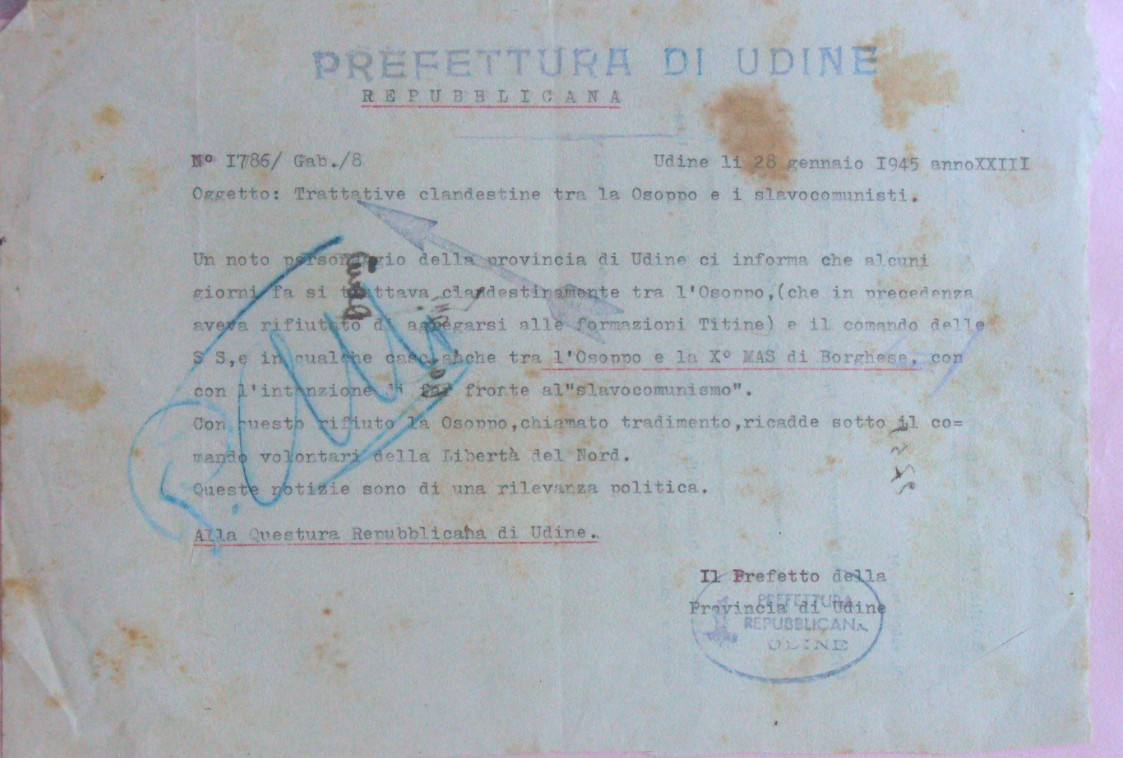
28 gennaio 1945: informativa da parte della prefettura di Udine della RSI sul rifiuto della Osoppo «di aggregarsi alla formazioni titine» e sulle presunte trattative fra SS tedesche, Decima Mas e Osoppo

Nell'inverno 1944-45 il comando della Decima Mas cercò un abboccamento con alcuni esponenti della Osoppo, al fine di proporre agli osovani di organizzare una comune difesa del confine orientale italiano contro le formazioni partigiane jugoslave. Tutto si risolse in un nulla di fatto, ma la vicenda venne utilizzata sia dai gappisti per giustificare l'eccidio nell'immediatezza degli eventi, sia dalla stampa comunista nel dopoguerra per attaccare gli osovani. È anche da rilevare che nel dopoguerra la pubblicistica di destra ha più volte speculato sulla questione, dando per stipulato un accordo che invece non venne mai raggiunto. Di seguito si riportano le versioni dei protagonisti dei contatti e la motivazione della sentenza della Corte di Assise di Firenze che confermò che mai venne stretto alcun accordo fra Decima Mas e Osoppo.

#### La versione di Morelli
Nel gennaio 1945, in seguito a colloqui tra Cino Boccazzi "Piave" (capitano dell'esercito del sud, paracadutato dagli inglesi dietro le linee, catturato come spia dalla Decima Mas e da questa trattenuto con possibilità di spostamento e di comunicazione via radio con lo stato maggiore del regio esercito) e Manlio Morelli (capitano del battaglione "Valanga"), quest'ultimo informò Borghese che era giunto il momento di aprire una trattativa con gli osovani. Secondo la ricostruzione di Morelli riportata in un rapporto stilato il 21 agosto 1945 - circa quattro mesi dopo la fine della guerra - Borghese diede a quest'ultimo il compito di organizzargli un incontro con un rappresentante della Osoppo. Il comandante Candido Grassi "Verdi" accettò di incontrare Borghese o un suo delegato: l'incontro si svolse a Vittorio Veneto, ma Borghese non poté parteciparvi a causa di impegni di servizio. All'incontro partecipò Cino Boccazzi. Le trattative sarebbero pervenute alle seguenti conclusioni: la Decima non avrebbe potuto aggregarsi direttamente alla Osoppo, tuttavia un'unità di montagna della Decima avrebbe potuto unirsi alla Osoppo per aprire la strada ad altre forze. La Osoppo avrebbe per contro dovuto garantire i collegamenti tra i comandi delle due unità e le forze dislocate in montagna. L'incontro non portò però alla firma di un accordo, perché - a parere di Morelli - occorreva prima informare il comando del Corpo Italiano di Liberazione, da cui dipendeva la Osoppo, e vincere le resistenze all'interno della Decima. L'incalzare degli eventi fece poi passare in secondo piano, per la Decima, la questione della Osoppo.

#### La versione di Boccazzi
Boccazzi ricostruì la vicenda varie volte, con dovizia di particolari e alcune notevoli differenze rispetto a Morelli: ricordando d'esser stato all'epoca componente della missione inglese presso la Garibaldi-Natisone al comando del maggiore inglese Thomas John Roworth "Nicholson", venne catturato in combattimento il 14 dicembre 1944 a casera Le Valine in Val Tramontina. Personalmente interrogato da Borghese, gli venne chiesto di tentare un collegamento col comando alleato e con l'esercito del sud. Comunicata la cosa al maggiore Nicholson e fattogli sapere che tramite questo contatto avrebbe potuto inviare una serie di notizie utili, il comando alleato diede istruzioni di mantenere aperto il canale di comunicazione. In un secondo colloquio tenutosi il 26 gennaio 1945 sempre con Borghese, venne concertato di spedire Boccazzi in Friuli per combinare un incontro fra quest'ultimo e lo stesso Nicholson. Della cosa era stato informato solo il capitano Morelli. Oltre a ciò, Borghese chiese di cercare di contattare anche la Osoppo, per discutere la situazione della frontiera orientale. Raggiunta Udine, il pomeriggio del 28 gennaio Boccazzi s'incontrò quindi con Nicholson, "Verdi" e don Aldo Moretti "Lino" (fra i fondatori della Osoppo) al Tempio Ossario, e insieme l'ufficiale inglese e i comandanti osovani diedero il via all'operazione. Così conclude il racconto Boccazzi: «Il 15 febbraio - l'eccidio di Porzus avvenne il giorno 7-2-1945 - ci fu un inconcludente colloquio fra Verdi e il capitano Morelli a Vittorio Veneto e capimmo che dalla Decima e da Borghese non si poteva cavare molto data l'irrazionalità del loro procedere. Il comando alleato, informato di tutto ciò, diede ordine di sospendere tutto (...)».

#### La versione di Nicholson
Anche il maggiore Roworth "Nicholson" fornì una sua versione sulla vicenda, che ricalca sostanzialmente quella di Boccazzi ed è utile anche per inquadrare temporalmente i fatti citati. In un rapporto top secret non datato inoltrato all'Headquarters Allied Military Government - Eight Army egli ricapitolò le offerte presentate dalla Decima durante il colloquio con "Piave", concludendo che «La X Flottiglia Mas ha proposto di inviare due rappresentanti assieme a "Verdi" e a me al Quartier Generale alleato (...), per discutere la possibilità di un'azione congiunta. Su mia disposizione nessun atto di conciliazione fra le formazioni "Osoppo" e la X Flottiglia Mas è stato sviluppato, ma tutta la materia è stata posta all'esame del Quartier Generale alleato». Il 27 gennaio 1945 "Nicholson" inviò un messaggio via trasmittente alla propria base nel Sud: il giorno dopo arrivò la risposta: «Borghese ha fatto approcci con gli Alleati a mezzo Svizzera alcuni mesi fa. Il 17º gruppo armate ordina di non agire perché il tempo non è maturo. In ogni caso Borghese e i suoi uomini hanno una pessima reputazione, e ciò vale ancora. Perciò si avvisa di usare la massima cautela nel trattare con lui. La migliore condotta è quella di sfruttare la situazione per ottenere informazioni su attività antipartigiana (...)». Nella successiva immediata risposta, "Nicholson" inquadrò la vicenda in modo più ampio: «Relazioni fra sloveni e italiani molto tese sulla zona disputata qui, e se ora il ministero degli Esteri [NDR: il Foreign Office] non fa passi con i due governi qui vi sarà la guerra fra di loro non appena i tedeschi se ne andranno, dal momento che entrambe le parti hanno deciso ora di occupare e tenere la zona disputata con la forza. Suggerisco che una zona convenuta sia lasciata libera sino a che non arrivano le truppe alleate. Posso far mantenere questo piano dagli italiani (...)». Il 6 febbraio "Nicholson" torna alla carica: «Willie [NDR: nome in codice di Borghese] formula precise promesse alla "Osoppo" di fornire le armi (...). Intermediario è "Piave" che comprendo e stimo. Borghese domanda colloqui diretti con me, giacché la "Osoppo" non fa niente senza il mio assenso, e in ogni caso desidera fare proposte dirette agli Alleati. (...)». Il comando alleato rifiutò però di proseguire nei contatti con Borghese, e la cosa si arenò definitivamente.

#### La ricostruzione del fatto secondo le risultanze processuali
Dell'episodio specifico si parlò diffusamente sia nelle varie fasi del processo contro gli esecutori dell'eccidio sia nel corso del precedente processo a Borghese. Vennero chiamati a testimoniare sia i partecipanti sia gli organizzatori dell'incontro, mentre l'Unità - che aveva inviato al processo il comandante garibaldino Ferdinando Mautino, testimone per la difesa - titolò «"Cordiali" i rapporti fra fascisti e Osoppo». Le corti rilevarono che l'esito dell'incontro fu negativo, e che quindi non fu stretto alcun accordo fra Decima Mas e Osoppo. Infine, venne rilevata «l'assoluta ininfluenza del colloquio di Vittorio Veneto sull'azione di Porzûs»: l'incontro ebbe luogo - secondo le diverse testimonianze - il 30 o 31 gennaio o - alternativamente - il 15 febbraio 1945. Nel secondo caso esso sarebbe stato successivo all'eccidio, ma anche nel primo caso sarebbe stato posteriore agli ordini esecutivi per l'attacco alle malghe, che vennero inoltrati il 24 gennaio 1945. Le corti così conclusero: «Nessuna ombra può quindi rimanere non solo sulla persona di "Bolla", il quale rimase completamente estraneo all'incontro di Vittorio Veneto, ma neppure su "Verdi"», rilevando come lo stesso Candido Grassi "Verdi" successivamente entrò a far parte del Comando Unico di coordinamento fra garibaldini e osovani e Luigi Longo - dopo la liberazione - lo inserì in un suo libro fra i «quattro massimi esponenti della lotta di liberazione veneta, qualificandoli come gli "eroici partigiani veneti" che non avevano lasciato passare i tedeschi».

### Le pressioni slovene e garibaldine sugli osovani
I comandanti jugoslavi non fecero mai mistero delle loro mire territoriali: secondo una testimonianza di Mario Lizzero, a maggio del 1944 nel corso di un incontro fra i vertici partigiani sloveni e italiani il comandante Franc Leskošek "Luka" - all'epoca membro del quartier generale del NOVJ - «presa una carta geografica e posto il dito su Tarvisio, lo fece scorrere lungo la Val Canale e Canal del Ferro fino al Tagliamento nei pressi di Venzone, incluse Gemona, Tarcento, Nimis, Attimis, Faedis, Cividale, Cormons: e scese lungo lo Judrio fino all'Isonzo, poi disse "Tokaj je naša želja" (Questa è terra nostra). Dunque gran parte della nostra regione non era più Italia: e non lo era né per i nemici contro cui combattevamo - nazisti, fascisti e cosacchi - né per i nostri alleati sloveni».
Nella seconda metà del 1944 si moltiplicarono le pressioni slovene sui comandi osovani, contestualmente a una serie di accuse – da parte sia slovena sia garibaldina – di intese della Osoppo con nazisti e fascisti con i quali sarebbero stati presi accordi in funzione anticomunista, di inserimento nelle proprie file di ex fascisti, di protezione di spie, furti di materiale e addirittura di collaborazione nell'omicidio di partigiani garibaldini.
A tali accuse il comando della Osoppo aveva replicato con una lunga serie di relazioni scritte, nelle quali s'illustrava il violento contrasto che contrapponeva i propri reparti ai garibaldini e agli sloveni del IX Korpus, e si denunciava una serie di incidenti a scapito degli osovani oltre alle forti pressioni che continuavano a esser esercitate per il passaggio della Osoppo alle dipendenze dei comandi sloveni, sia da parte di questi ultimi sia da parte del comando della Garibaldi Natisone, accompagnate da varie minacce. Nello stesso periodo diversi esponenti comunisti triestini di sentimenti filoitaliani, che avevano espresso dubbi sulla futura appartenenza della città alla Jugoslavia, furono arrestati dai tedeschi, si suppone in seguito a delazioni.
Un membro della missione britannica del SOE (Special Operations Executive), Michael Trent (al secolo Issack Michael Gyori, nativo ungherese e residente in Cecoslovacchia), che nello stesso periodo aveva tentato una mediazione fra la Osoppo e i comandi del IX Korpus, fu ucciso in circostanze non chiare.
Il 22 novembre 1944, quindici giorni dopo l'inserimento dei garibaldini nel IX Korpus sloveno, ebbe luogo l'ultimo incontro (della durata di cinque ore) fra i comandi della 1ª Divisione Garibaldi Natisone e della 1ª Brigata Osoppo – presente il comandante osovano Francesco De Gregori "Bolla" – nel corso della quale i garibaldini esercitarono la massima pressione possibile per convincere gli osovani a seguirli nella loro scelta. In particolare, Giovanni Padoan "Vanni" (commissario politico della Divisione Garibaldi Natisone) dichiarò che tutti i partigiani operanti nell'Italia nord-orientale dovevano porsi alle dipendenze degli jugoslavi e che, secondo una dichiarazione ufficiale del PCI, chi non avesse appoggiato gli jugoslavi sarebbe stato da considerare nemico del popolo italiano. Aggiunse che chi avesse preferito «appoggiare la politica democratica borghese dell'Inghilterra, anziché quella democratica popolare progressista della Jugoslavia di Tito», sarebbe stato considerato conservatore e reazionario e ritenuto di conseguenza responsabile di fronte al popolo: i garibaldini non avrebbero mai permesso l'instaurazione di un «regime democratico che facesse comodo all'Inghilterra» in Italia. Inoltre "Vanni" parlò delle vicende confinarie, affermando che l'intera Venezia Giulia era da considerarsi legittimamente appartenente alla Jugoslavia, le cui forze partigiane avrebbero proceduto in quel territorio alla mobilitazione generale: nel contempo, intimò agli osovani di non procedere ad alcun tipo di mobilitazione o di reclutamento, mettendo in dubbio la legittimità del CLN. Il colloquio ebbe un andamento burrascoso e si concluse con una rottura completa.

Il comando della Divisione Garibaldi Natisone assieme ad alcuni ufficiali sovietici a Zakriž (Slovenia) nel gennaio 1945. Il primo a sinistra è il commissario politico Giovanni Padoan "Vanni", al centro con la barba il comandante Mario Fantini "Sasso", il primo a destra è il capo di stato maggiore Albino Marvin "Virgilio". I primi due saranno imputati nel processo per l'eccidio

A dicembre gli sloveni esercitarono pressioni sulla Garibaldi Natisone perché agisse contro il comando osovano di Porzûs: lo si ricava da due lettere di risposta al superiore comando del IX Korpus inviate il 6 e 12 dicembre 1944 da Mario Fantini "Sasso" e Giovanni Padoan "Vanni", come comando della Divisione Garibaldi Natisone. Nella prima scrissero che:
("Sasso" e "Vanni", 6 dicembre 1944)
Nella lettera successiva tornarono sul tema:
("Sasso" e "Vanni", 12 dicembre 1944)
Il 1º gennaio 1945 si tenne un incontro in frazione Uccea di Resia fra Romano Zoffo "Barba Livio" – già comandante della 2ª Brigata Osoppo, in quell'epoca impegnato nell'organizzazione della 6ª Brigata Osoppo e in particolare del Battaglione Resia – e il commissario politico sloveno del Battaglione Rezianska, accompagnato da due ufficiali. In tale occasione gli sloveni affermarono che:
Poco più di un mese dopo avvenne l'eccidio.

## L'eccidio

### L'attacco alle malghe
| | |                                                                            |
| Due vedute della cosiddetta "malga dell'eccidio" (la prima della fine del 1944, la seconda degli anni sessanta) | Due vedute della cosiddetta "malga dell'eccidio" (la prima della fine del 1944, la seconda degli anni sessanta) | Veduta della malga comando (in fondo al crinale), dalla malga dell'eccidio |

Il 7 febbraio 1945 un gruppo di circa cento partigiani comunisti appartenenti ai battaglioni GAP "Ardito" (al comando di Urbino Sfiligoi "Bino"), "Giotto" (al comando di Lorenzo Deotto "Lilly"), "Amor" (al comando di Gustavo Bet "Gastone") e "Tremenda" (al comando di Giorgio Iulita – o Julita – "Jolly") e capeggiati da Mario Toffanin "Giacca" raggiunse il comando del Gruppo delle Brigate Est della Divisione partigiana Osoppo, situato nel Friuli orientale presso alcune malghe in località Topli Uorch, nel comune di Faedis (in seguito la zona divenne più nota con il toponimo di Porzûs, dal nome di una vicina frazione del comune di Attimis).
L'ordine ai gappisti  – secondo la ricostruzione processuale  – era stato messo per iscritto dal vicesegretario della federazione del PCI di Udine – Alfio Tambosso "Ultra" – nei seguenti termini:
Sempre secondo quanto emerso durante il processo, tale ordine fu in seguito impartito a "Giacca" nel corso di una riunione tenutasi nella località di Orsaria (Premariacco) il 28 gennaio 1945, in cui erano presenti, a parte lo stesso "Giacca", anche i citati "Ultra" e "Jolly", Ostelio Modesti "Franco", Valerio Stella "Ferruccio" e Aldo Plaino "Valerio", a casa di Armando Basso "Gobbo".
Il senso generale della riunione di Orsaria venne ricordato in un memoriale stilato da Aldo Plaino "Valerio" il 12 dicembre 1946, secondo il quale: 
Il 1º febbraio 1970 Toffanin rilasciò la seguente dichiarazione autografa a Marco Cesselli, ricercatore dell'Istituto Friulano per la Storia del Movimento di Liberazione, che in seguito la riportò in un suo libro:
In seguito alcuni dei gappisti che parteciparono all'azione di Topli Uorch testimoniarono di non aver compreso il motivo della missione fino agli istanti precedenti l'eccidio.
La 1ª Brigata Osoppo ospitava Elda Turchetti, una giovane donna che Radio Londra aveva indicato come spia. In seguito a tale denuncia, la stessa Turchetti si era presentata spontaneamente a un partigiano gappista suo conoscente di nome Attilio Tracogna "Paura": questi l'aveva condotta da Adriano Cernotto "Ciclone" (gerarchicamente dipendente proprio da Toffanin), che non sapendo quali decisioni prendere l'aveva riconsegnata a "Paura", il quale la portò quindi all'osovano Agostino Benetti "Gustavo", dipendente dal responsabile dell'Ufficio Informazioni della Osoppo Leonardo Bonitti "Tullio". La Turchetti venne in seguito affidata all'osovano Ivo Feruglio "Marinaio", che il 13 dicembre 1944 la portò a Topli Uorch. Lì fu assolta in istruttoria al termine di un processo partigiano conclusosi il 1º febbraio 1945. Dal ruolino della Osoppo tenuto da "Bolla" risulta che la donna era stata arruolata a tutti gli effetti nella 1ª Brigata Osoppo, col nome di "Livia". La protezione data a Elda Turchetti fu in seguito indicata – nelle varie e spesso contraddittorie ricostruzioni di Toffanin – come il motivo scatenante dell'azione dei partigiani garibaldini.
Successivamente all'eccidio, Toffanin accusò inoltre la Osoppo di aver contrastato la politica di collaborazione con i partigiani jugoslavi, di non aver redistribuito agli altri gruppi partigiani parte delle armi fornite alla stessa Osoppo dagli angloamericani e di aver collaborato con elementi della Xª Flottiglia MAS e del Reggimento alpini "Tagliamento", appartenenti alla Repubblica Sociale Italiana. Secondo le direttive del Comando generale del Corpo Volontari della Libertà del Nord Italia, emanate nell'ottobre 1944, ogni forma di collaborazione con i soldati della RSI e con le forze germaniche era da considerare come tradimento da punire con la condanna a morte, ma dalle ricostruzioni del dopoguerra risultò che era sempre stata la Xª MAS a cercare degli accordi con la Osoppo per opporsi alle mire jugoslave sui territori orientali italiani, ottenendone però ogni volta un rifiuto.
|                         |                       |                        |                              |                        |                        |                        |
| Mario Toffanin "Giacca" | Vittorio Juri "Marco" | Alfio Tambosso "Ultra" | Francesco De Gregori "Bolla" | Elda Turchetti "Livia" | Gastone Valente "Enea" | Giovanni Comin "Tigre" |

La ricostruzione dettagliata dello svolgimento dell'operazione gappista fu fornita nel corso dei processi e poi ripresa e approfondita in alcune pubblicazioni. La colonna raggiunse l'abitato di Porzûs e poi si divise in gruppi, che raggiunsero le malghe di Topli Uorch in momenti diversi. Per superare i posti di guardia osovani senza creare scompiglio, i gappisti affermarono d'essere in parte dei partigiani sbandati a seguito di un rastrellamento, in parte civili fuggiti da un treno che li portava in Germania, attaccato dall'aviazione alleata. Un gruppo di gappisti si spacciò per osovano.
Il messaggero del gruppo agli ordini di Toffanin fu Fortunato Pagnutti "Dinamite", un partigiano del quale sia i garibaldini sia gli osovani si fidavano, avendo già svolto incarico di staffetta fra i due reparti.
Un osovano di guardia fu mandato a Topli Uorch a informare Francesco De Gregori "Bolla", comandante del Gruppo delle Brigate Est della Divisione partigiana Osoppo, il quale inviò sul luogo il delegato politico azionista della VI Brigata Osoppo "Friuli" Gastone Valente "Enea", di passaggio alle malghe.
Questi ordinò di separare i presunti osovani dai garibaldini, volendo inviare i secondi al vicino reparto garibaldino di Canebola (una frazione di Faedis). Tuttavia, insospettitosi, fece recapitare a "Bolla" un messaggio del seguente tenore:

Carta dei luoghi dell'eccidio

Durante l'operazione si palesò "Giacca", che fece arrestare tutti gli osovani presenti e attese l'arrivo di "Bolla", che si trovava alla malga comando a una certa distanza. Al suo arrivo "Bolla" fu immediatamente arrestato e subito dopo "Giacca" fece rastrellare la zona, catturando un altro gruppo di osovani in una malga vicina.
Nel contempo un reparto al comando di Vittorio Juri "Marco" si occupò di raccogliere tutto il materiale presente a Topli Uorch: in tale frangente fu ucciso – essendo stato ritenuto un osovano – il giovane partigiano garibaldino Giovanni Comin "Tigre" (ribattezzato in seguito "Gruaro" dagli osovani).
Questi era fuggito da un treno che lo stava conducendo in un lager tedesco ed era stato indirizzato a Topli Uorch dal parroco di Vergnacco (una frazione di Reana del Rojale), poiché si trattava della base partigiana più vicina.
Comin si stava avvicinando alle malghe dalla parte opposta alla strada percorsa dai gappisti, assieme al portavivande e staffetta della Osoppo Giovanni Cussig "Afro", che fu rapinato dell'orologio da polso da un gappista, ma presto rilasciato dietro assicurazione – data dall'osovano Gaetano Valente "Cassino" – che non si trattava di un partigiano.
Oltre a Comin furono subito uccisi De Gregori, Valente "Enea" e la Turchetti.
Aldo Bricco "Centina", futuro comandante designato della formazione a Topli Uorch per il passaggio delle consegne con De Gregori e insieme a lui giunto in vista di "Giacca" e i suoi, riuscì rocambolescamente a fuggire: colpito violentemente al volto da un gappista, ritenne che le malghe fossero sotto l'attacco di un gruppo di fascisti camuffati da partigiani e quindi si aprì a forza un varco fra i gappisti, lanciandosi poi di corsa dal costone del monte innevato. Ferito da sei colpi di arma da fuoco fu ritenuto morto, ma riuscì a trascinarsi fino al vicino paese di Robedischis, dove si fece medicare da alcuni partigiani sloveni a cui raccontò d'esser stato ferito in un agguato fascista.
Il giorno successivo fu arrestato dagli sloveni, ma venne liberato da un emissario osovano grazie a un salvacondotto.
In seguito riuscì di nascosto a raggiungere le file osovane mentre i partigiani del IX Korpus intraprendevano una vana caccia all'uomo per riprenderlo.

### Le uccisioni successive

Guido Pasolini "Ermes"

Tredici altri partigiani, a seguito di processi sommari, furono imprigionati e fucilati nei giorni successivi nelle località limitrofe di Bosco Romagno, Ronchi di Spessa, Restocina e Rocca Bernarda (Prepotto): tra questi Guido Pasolini "Ermes", fratello di Pier Paolo, giunto a Topli Uorch il 6 febbraio assieme a un gruppetto di osovani capitanato da "Centina". Condotto assieme a "Cariddi", "Guidone" e "Toni" presso il luogo della sua esecuzione, Pasolini riuscì inizialmente a fuggire mentre scavava la sua propria fossa. Ferito da una fucilata, raggiunse il paese di Sant'Andrat dello Judrio e quindi la località di Quattroventi dove si fece medicare dal locale farmacista, proseguì a piedi per Dolegnano (San Giovanni al Natisone), rifugiandosi in una casa ove viveva Libera Piani, un'anziana donna che gli offrì del caffellatte e una grappa. La donna chiese assistenza medica all'ostetrica locale, figlia del locale responsabile del CLN nonché intendente del battaglione gappista "Ardito". In pochi minuti Pasolini fu quindi nuovamente arrestato dal partigiano Mario Tulissi, che lo riportò ai citati gappisti "Bino" e "Lilly". Trascinato una seconda volta sul luogo dell'esecuzione, Guido Pasolini fu ucciso con un colpo di pistola.
Furono risparmiati due osovani che passarono nei GAP, Leo Patussi "Tin" e Gaetano Valente "Cassino". Questi ultimi, assieme a Bricco, dopo la guerra furono tra i principali accusatori di Toffanin e compagni nei vari processi che si svolsero fra Udine, Venezia, Brescia, Lucca e Firenze. Altri tre osovani – Aroldo Bollina "Gianni", Antonio di Memmo "Pescara" e un terzo del quale si conosce solo il nome di battaglia, "Leo" – giunti alle malghe assieme a "Ermes" con il gruppo di "Centina" il giorno prima dell'attacco, si salvarono fuggendo per tempo avendo percepito il pericolo. Allo stesso modo si salvarono Giulio Emerati, Virgilio Cois, Giuseppe Turco, Giovanni ed Enrico Smerrecar, che per portare armi o viveri stavano risalendo verso le malghe e furono fermati dai gappisti ma rilasciati non essendo ritenuti osovani: con Emerati era il giovane studente in medicina Franco Celledoni "Atteone", che invece fu catturato e in seguito ucciso.

### Altri osovani uccisi

Erasmo Sparacino "Flavio"

Un evento considerato «il prologo dei tragici fatti di Porzûs» ebbe luogo il 16 gennaio 1945, quando altri tre osovani – Antonio Turlon "Make", Annunziato Rizzo "Rinato" e Mario Gaudino "Vandalo" – furono sequestrati a Taipana (UD) da una pattuglia del IX Korpus sloveno di stanza a Platischis: dopo le infruttuose richieste di rilascio da parte di "Bolla", furono fucilati il 12 aprile 1945 nella località di Borij di Rucchin di Drenchia: i nomi di battaglia di tutti e tre compaiono nella lapide in memoria dei trucidati murata a Topli Uorch, mentre i nomi dei soli Turlon e Rizzo appaiono nel cippo Ai Martiri della Osoppo di Bosco Romagno (Cividale). Tra i partigiani sfuggiti all'eccidio figura Erasmo Sparacino "Flavio", che però fu catturato in seguito dai tedeschi e fucilato a Cividale il 12 febbraio 1945: il suo nome appare comunque in entrambi i memoriali di cui sopra.

## Le vittime
Quello che segue è l'elenco completo degli osovani uccisi dai gappisti, comprendendo fra questi anche Elda Turchetti ed Egidio Vazzaz (erroneamente citato Vazzas negli atti processuali), il cui corpo non fu mai ritrovato.
| Nome                | Cognome         | Nome di guerra   | Luogo dell'uccisione      | Data dell'uccisione | Note biografiche |
| ------------------- | --------------- | ---------------- | ------------------------- | ------------------- | --- |
| Angelo              | Augello         | Massimo          | Rocca Bernarda            | 9 febbraio 1945     | Nato a Canicattì (AG) il 22 luglio 1923. Effettivo del Gruppo Est Brigate Osoppo Friuli – I Brigata. Il suo corpo è tumulato a Udine. |
| Antonio             | Cammarata       | Toni             | Bosco Romagno             | 18 febbraio 1945    | Nato a Petralia Sottana (PA) il 23 dicembre 1923. Effettivo del Comando Gruppo Brigate Osoppo Friuli Est – I Brigata Reparto Comando. Tumulato prima a Cividale, poi a Udine. |
| Franco              | Celledoni       | Ateone (Atteone) | Rocca Bernarda            | 12 febbraio 1945    | Nato a Faedis il 14 dicembre 1918. Effettivo della II Divisione Osoppo Friuli. Ufficiale medico (studente di medicina), fu catturato dai gappisti mentre si recava a Topli Uorch. Tumulato a Faedis. |
| Giovanni            | Comin           | Tigre (o Gruaro) | Malghe di Topli Uorch     | 7 febbraio 1945     | Nato a Bagnara di Gruaro (VE) nel 1926. Operaio. Garibaldino col nome di Tigre, era fuggito dalla deportazione in Germania ed era stato indirizzato a Topli Uork dal parroco di Vergnacco. Nelle successive ricostruzioni di parte osovana viene arbitrariamente chiamato Gruaro e dichiarato effettivo della III Divisione Osoppo Friuli – Comando Gruppo Brigata Est – I Brigata – Battaglione Val Torre. Tumulato a Bagnara di Gruaro. |
| Francesco           | De Gregori      | Bolla            | Malghe di Topli Uorch     | 7 febbraio 1945     | Nato a Roma il 10 giugno 1910. Capitano degli alpini. Comandante del Gruppo Brigate Osoppo dell'Est. Tumulato a Udine. |
| Enzo                | D'Orlandi       | Roberto          | Bosco Musich – Restocina  | 12 febbraio 1945    | Nato a Cividale del Friuli il 3 febbraio 1923. Studente. Effettivo della III Divisione Osoppo Friuli – VI Brigata – Battaglione Julio. Tumulato a Cividale del Friuli. |
| Pasquale            | Mazzeo          | Cariddi          | Bosco Romagno             | 18 febbraio 1945    | Nato a Messina il 9 maggio 1914. Già brigadiere della Guardia di Finanza prima di entrare nella Osoppo. Effettivo della III Divisione Osoppo Friuli – I Brigata Reparto Comando. Tumulato a Udine. |
| Gualtiero           | Michielon       | Porthos          | Bosco Musich – Restocina  | 8-18 febbraio 1945  | Nato a Portogruaro (VE) il 17 luglio 1920. Studente. Effettivo della III Divisione Osoppo Friuli – I Brigata Reparto Comando. Tumulato a Portogruaro. |
| Guidalberto (Guido) | Pasolini        | Ermes            | Bosco Romagno             | 12 febbraio 1945    | Nato a Belluno il 4 ottobre 1925. Studente. Effettivo della III Divisione Osoppo Friuli – VI Brigata – Vice delegato Polizia di Brigata. Tumulato a Casarsa della Delizia (PN). |
| Antonio             | Previti         | Guidone          | Bosco Romagno             | 18 febbraio 1945    | Nato a Messina il 13 gennaio 1919. Effettivo della III Divisione Osoppo Friuli – VI Brigata – Battaglione Zanon. Carabiniere a Zara prima di entrare nella Osoppo. Tumulato a Udine. |
| Salvatore           | Saba            | Cagliari         | Bosco Romagno o Restocina | 9 febbraio 1945     | Nato a Serdiana (CA) il 22 luglio 1921. Effettivo della III Divisione Osoppo Friuli – I Brigata – Battaglione Zanon. Tumulato a Udine. |
| Giuseppe            | Sfregola        | Barletta         | Ronchi di Spessa          | 7 o 8 febbraio 1945 | Nato a Barletta il 31 ottobre 1921. Effettivo della III Divisione Osoppo Friuli – I Brigata – Battaglione Zanon. Ucciso prima che iniziassero gli interrogatori, prima di entrare nella Osoppo era brigadiere dei Carabinieri. Tumulato a Barletta. |
| Primo               | Targato         | Rapido           | Bosco Romagno             | 10 febbraio 1945    | Nato a Piombino Dese (PD) il 1º luglio 1923, residente a Novate Milanese. Effettivo della III Divisione Osoppo Friuli – I Brigata – Reparto Comando. Tumulato a Udine, il suo corpo in seguito venne traslato a Milano. |
| Elda                | Turchetti       | Livia            | Malghe di Topli Uorch     | 7 febbraio 1945     | Nata a Povoletto (UD) il 21 dicembre 1923. Cotoniera. Ex prigioniera della Osoppo, effettiva della I Brigata Osoppo. Tumulata a Savorgnano al Torre (UD). |
| Giuseppe            | Urso            | Aragona          | Bosco Musich – Restocina  | 10 febbraio 1945    | Nato ad Aragona (AG) il 1º giugno 1923. Effettivo della III Divisione Osoppo Friuli – I Brigata – Battaglione Zanon. Tumulato a Udine, traslato poi a Canicattì (AG). |
| Gastone             | Valente         | Enea             | Malghe di Topli Uorch     | 7 febbraio 1945     | Nato a Udine il 30 ottobre 1913. Effettivo della III Divisione Osoppo Friuli, azionista, delegato politico della VI Brigata Osoppo. Tumulato a Udine. |
| Egidio              | Vazzaz (Vazzas) | Ado              | Località ignota           | 7 febbraio 1945 ?   | Nato a Taipana (UD) il 10 settembre 1919. Muratore. Effettivo della III Divisione Osoppo Friuli – I Brigata – Battaglione Zanon. Il suo corpo non venne mai recuperato. Si presume che sia stato ucciso nelle vicinanze delle malghe di Topli Uorch. |

## Le prime notizie dell'eccidio e le reazioni
Nei giorni immediatamente seguenti all'eccidio, scoperto da alcuni abitanti del luogo, le notizie si accavallarono confuse: la direzione della federazione del PCI di Udine fece circolare la voce secondo la quale l'attacco fosse opera di forze tedesche o fasciste.
Qualche giorno dopo la Gioventù Antifascista Italiana e Slovena, un'organizzazione politica che propugnava l'annessione della zona alla Jugoslavia, organizzò a Circhina una conferenza cui parteciparono alcuni garibaldini della Natisone, nel corso della quale fu annunciata la soppressione del comando osovano senza peraltro specificare a opera di chi: vi furono applausi e grida di entusiasmo, giacché fra i garibaldini era opinione diffusa che gli osovani fossero dei reazionari in combutta con i fascisti.

### La relazione di Toffanin, Plaino e Juri
Il 10 febbraio Mario Toffanin (che in tale occasione si firmò col suo secondo nome di guerra "Marino") e i suoi sottoposti, Aldo Plaino "Valerio" e il citato Vittorio Juri "Marco", stilarono una relazione indirizzata alla federazione comunista di Udine e al comando del IX Korpus sloveno tramite Giovanni Padoan "Vanni" e Mario Blason "Bruno" (vicecommissario politico della Garibaldi Natisone), in cui sostennero che l'esecuzione aveva avuto «pieno consenso della Federazione del partito», accusando i partigiani della Osoppo di essere dei traditori venduti a fascisti e tedeschi, aggiungendo il particolare secondo il quale "Bolla", in punto di morte, avrebbe inneggiato al «fascismo internazionale». I tre comandanti gappisti scrissero degli osovani che «esaminati attentamente uno a uno, abbiamo notato che essi non erano altro che figli di papà, delicati attendisti che se la passavano comodamente in montagna». Nella parte finale della relazione "Marino", "Valerio" e "Marco" invitarono i «comandi superiori» a «estirpare del tutto queste formazioni reazionarie». I tre allegarono un documento indicante ulteriori obiettivi da tenere in considerazione: fra di essi Candido Grassi "Verdi" (definito «pericolosissimo») e don Aldo Moretti "Lino". Nel corso del successivo processo le difese di alcuni imputati affermarono che tale relazione venne stilata in data successiva, al fine di far apparire un'iniziativa autonoma di "Giacca", "Valerio" e "Marco" quella che invece era stata l'esecuzione di precisi ordini superiori. In anni più recenti, "Vanni" confermò l'autenticità del documento, ma affermò di non averlo mai visto all'epoca.

### Le inchieste partigiane
Lo stesso giorno in cui Toffanin inviò la sua relazione, il comando della Osoppo affidò l'incarico di compiere una prima indagine ad Agostino Benetti "Gustavo", che in pochi giorni appuntò i propri sospetti sui comunisti.
Informati i superiori, questi interessarono il CLN provinciale, che in una riunione del 21 febbraio – in assenza del rappresentante comunista – incaricò un rappresentante del Partito d'Azione e uno della Democrazia Cristiana di svolgere ulteriori accertamenti.
Fu avvisato il Comitato Regionale Veneto (CRV), il quale avocò a sé l'inchiesta: il 5 marzo successivo il CLN provinciale sospese quindi la propria indagine. Il CRV istituì una nuova commissione, formata da un rappresentante del Partito d'Azione (Luciano Commessatti "Gigi"), uno della DC e un terzo del PCI. Il 12 marzo Commessatti s'incontrò con i garibaldini Ostelio Modesti "Franco", segretario della federazione del PCI di Udine, e il citato "Ultra", vicesegretario: quest'ultimo affermò che l'azione delle malghe di Topli Uorch era stata «un colpo di testa di "Giacca"». Organizzato un successivo incontro con i capi garibaldini aperto anche ai comandanti osovani, Commessatti si poté incontrare solo con i primi, giacché i dirigenti osovani erano stati tutti arrestati dai tedeschi nel corso di una riunione indetta per organizzare l'incontro con i garibaldini. A seguito di quell'arresto di massa, i partigiani sloveni diffusero un volantino nella bassa friulana, in cui si legge che
L'incontro fra la commissione e i capi garibaldini Lino Zocchi "Ninci" (comandante del gruppo Divisioni Garibaldi del Friuli), Mario Lizzero "Andrea" (commissario politico delle brigate Garibaldi in Friuli), Modesti e Valerio Stella "Ferruccio" (comandante della Brigata Garibaldi Friuli) si svolse in un clima molto teso. La tesi nuovamente propugnata dai garibaldini a Commessatti fu quella del colpo di testa di Toffanin, ma i capi comunisti impedirono alla commissione di interrogarlo, rassicurando che avrebbero provveduto loro alla sua «giusta punizione». La commissione si trovò quindi a un punto morto: mancando la relazione ufficiale della Osoppo a causa dell'arresto dei suoi capi, i garibaldini si rifiutarono di mettere per iscritto le loro informazioni e, a quel punto, l'unico documento in mano ai commissari fu una relazione degli osovani Alfredo Berzanti "Paolo" (in seguito deputato democristiano) ed Eusebio Palumbo "Olmo": il membro comunista della commissione si rifiutò però di accettarla perché «di parte».
Il 31 marzo 1945 il CLN invitò i comandi osovani e garibaldini a nominare un'altra commissione paritetica d'inchiesta, nella speranza non solo di chiarire l'episodio di Topli Uorch, ma anche di conoscere la sorte – ancora ignota – degli altri osovani arrestati da "Giacca" e i suoi uomini. Il 3 aprile successivo si ritrovarono "Verdi" e Giovanni Battista Carron "Vico" per la Osoppo insieme a Ostelio Modesti per i garibaldini; quest'ultimo cambiò radicalmente la versione precedentemente sostenuta da Tambosso, affermando che l'attacco alle malghe era stata opera di fascisti camuffati da partigiani, così com'era stato annunciato dalla radio, che tuttavia aveva in quei giorni fatto riferimento a un episodio avvenuto nella zona del Collio, distante da Porzûs.
Modesti passò all'attacco, accusando gli osovani di non essersi adoperati con le popolazioni friulane per propagandare la figura di Tito, del quale si aspettava l'entrata da liberatore a Udine. Alla fine della discussione si decise di nominare l'ennesima commissione formata da un osovano, un garibaldino e un rappresentante del CLN come presidente. Per tali incarichi furono designati rispettivamente il citato Berzanti, Valeriano Rossitti "Piero" e il liberale Manlio Gardi "Bruto". Per vari motivi, tuttavia, quest'ultima commissione non s'insediò mai e, mentre gli osovani chiesero a varie riprese di andare a fondo della questione, i garibaldini misero in campo una serie di atteggiamenti dilatori. La successiva insurrezione di aprile/maggio 1945 fece passare in secondo piano l'indagine.
Durante queste vicende all'interno delle forze partigiane comuniste sorse una reazione all'operato del gruppo di Toffanin.
Mario Lizzero, venuto a sapere dell'eccidio, propose la condanna a morte per Toffanin e i suoi uomini, ma questi in un primo tempo non ricevettero alcuna sanzione, venendo solamente destituiti dalle loro posizioni di comando nei GAP ad aprile del 1945, oltre due mesi dopo l'attacco. Secondo la ricostruzione di "Vanni", Lizzero sarebbe stato invece il grande artefice della strategia difensiva del partito comunista, tendente a colpevolizzare il solo Toffanin, per impedire che si arrivassero a scoprire i veri mandanti dell'eccidio, cioè il IX Korpus sloveno che aveva ordinato l'operazione alla federazione del PCI di Udine. Fatto arrestare Toffanin il 20 febbraio 1945 e condannatolo alla fucilazione, Lizzero inaspettatamente lo liberò a seguito di un incontro a quattr'occhi, rifiutandosi poi di rivelare il contenuto del loro colloquio. Secondo Padoan, in quell'occasione «"Giacca" confessò ad "Andrea" che l'ordine dello sterminio gli era stato dato dal Comando Sloveno». Contestualmente – riferisce "Vanni" – Lizzero sviò le indagini subito ordinate dal Comitato Regionale Veneto, impedendo a Luciano Commessatti "Gigi" di interrogare Toffanin, tanto che, tornato a Padova, "Gigi" denunciò la non collaborazione di Lizzero e di "Ninci". Nel 2011 il tribunale di Udine, nell'ambito di un procedimento di primo grado per diffamazione contro l'imprenditore e politico locale Diego Volpe Pasini, ha però sancito «che non risponde al vero che la responsabilità, neppure politica, [dell'eccidio di Porzûs] sia da ricondurre all'allora segretario del Pci [Mario Lizzero]». I dirigenti della federazione del PCI di Udine Modesti e Tambosso sostennero, sia all'epoca sia in seguito, che la responsabilità dell'azione fosse da imputarsi interamente a Toffanin, il quale non avrebbe interpretato correttamente gli ordini. In un'intervista al settimanale Famiglia cristiana, Lizzero nel 1975 così riassunse la vicenda: «Lo sa cosa mi scrive "Giacca" da Capodistria? "Al criminale Mario Lizzero". Il criminale è lui. Per colpa sua il Partito ha perso due terzi del prestigio accumulato in anni di sacrifici e di lotta [...]. L'errore più grande è stato mandare lassù "Giacca", un criminale che vedeva fascisti da per tutto anche dove non ce n'erano».

## I processi
|                                        |                                       |                                       |                                                                                |
| Esumazione di un corpo a Bosco Romagno | Due immagini dei funerali di Cividale | Due immagini dei funerali di Cividale | Inumazione della salma di Guido Pasolini nel cimitero di Casarsa della Delizia |

Verso metà giugno i corpi dei trucidati di Bosco Romagno vennero ritrovati dai parenti. Il 21 giugno 1945 si svolsero i funerali delle vittime a Cividale del Friuli. Il 23 giugno, gli osovani Grassi (all'epoca socialista, in seguito deputato socialdemocratico) e Berzanti presentarono una denuncia al Procuratore del Regno di Udine, a nome del Comando del Gruppo Divisioni "Osoppo Friuli".

### Il processo di primo grado
Il 13 dicembre 1948 la procura di Venezia chiuse l'istruttoria penale con rinvio a giudizio di 45 imputati davanti alla corte d'assise di Udine per rispondere dei delitti di omicidio aggravato continuato e saccheggio. Per legitima suspicione la Corte di Cassazione trasferì il procedimento a Brescia, dove il dibattimento ebbe inizio il 9 gennaio 1950. Rinviata la causa a nuovo ruolo per permettere al pubblico ministero di contestare altri reati agli imputati, il processo fu trasferito una seconda volta per legittimo sospetto davanti alla corte d'assise di Lucca, dove nel settembre 1951 ricominciò la fase dibattimentale.
Gli imputati erano nel frattempo saliti a 51, ma 18 erano da tempo fuggiti in Jugoslavia o in Cecoslovacchia: fra questi Mario Toffanin "Giacca", Felice Angelini "Fuga", Bruno Grion "Falchetto", Vittorio Iuri (Juri) "Marco", Leonida Mazzaroli "Silvestro", Fortunato Pagnutti "Dinamite", Bruno Pizzo "Cunine", Antonio Mondini "Boris", Adriano Cernotto "Ciclone", Gustavo Bet "Gastone", Italo Zaina "Nullo", Aldo Plaino "Valerio" e Giovanni Padoan "Vanni".
Il 6 aprile 1952 vi fu la prima sentenza, secondo la quale l'eccidio aveva avuto come movente l'«odio politico divampato dall'anticomunismo di Bolla che, sorpassando quello di ogni altro, esplose in un ambiente infuocato e saturo delle più sconcertanti risonanze, andando a cozzare contro l'animosa intolleranza di fanatici avversari. (...) L'avversione di Bolla dovette sembrare [ai Garibaldini] sorpassare quell'indefinito e generico anticomunismo che aveva contraddistinto l'Osoppo, e che finisce per sviluppare il più esteso e robusto livore nella coscienza di costoro, animati da cieco fanatismo politico, che tutto riduce all'unico denominatore di una integrale volontà rivoluzionaria intollerante di qualsiasi contrasto da parte di altri e pronto ad abbattere senza tentennamenti chiunque si ponga lungo il loro cammino».
Mario Toffanin, Vittorio Juri e Alfio Tambosso furono condannati all'ergastolo; Aldo Plaino e Ostelio Modesti a trent'anni di reclusione ciascuno. Nel complesso, furono irrogati tre ergastoli e 704 anni, 2 mesi e 10 giorni di reclusione a quarantuno imputati, ridotti a 289 per l'applicazione di una serie di condoni previsti da norme entrate in vigore nel frattempo. Per effetto di ciò Toffanin e Juri si videro ridotta la pena a trent'anni, Tambosso a ventinove, Modesti a nove e Plaino a dieci. Dieci imputati furono assolti, fra di essi Lino Zocchi "Ninci", Mario Fantini "Sasso" (già comandante della Divisione Garibaldi Natisone), Valerio Stella "Ferruccio" (già comandante della Brigata Garibaldi Friuli) e Giovanni Padoan "Vanni".
Tutti gli imputati furono assolti dal reato di tradimento per attentato all'integrità dello Stato.

### Il processo d'appello

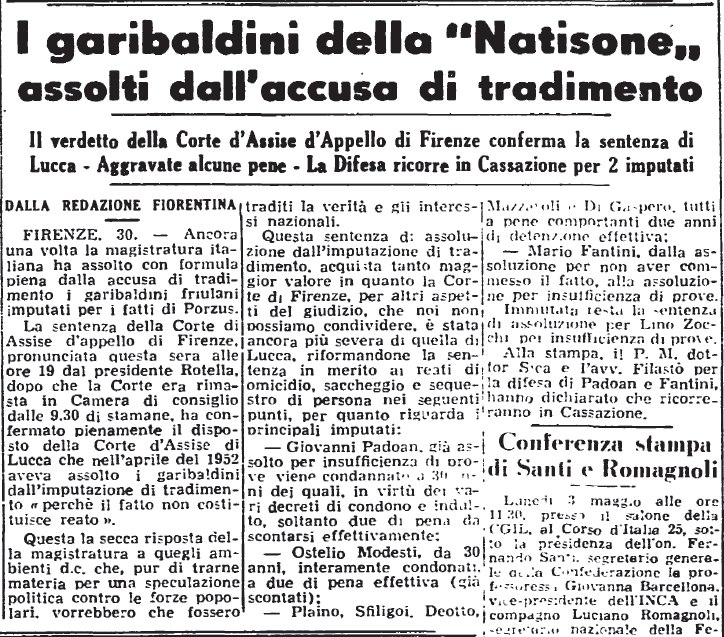
La sentenza del processo d'appello su l'Unità del 1º maggio 1954

Il processo di secondo grado si svolse presso la corte d'assise d'appello di Firenze, cui si erano appellate le parti per motivi opposti: la pubblica accusa per un inasprimento generale delle pene e per il riconoscimento del reato di tradimento, le difese per chiedere l'assoluzione piena. La sentenza del 30 aprile 1954 decretò che «la strage (…) fu un atto tendente a porre una parte del territorio italiano sotto la sovranità jugoslava», ma assolse gli imputati per il reato di tradimento in quanto «pur essendo [l'azione degli imputati] subiettivamente ed obiettivamente diretta al fine del tradimento» non determinò «una situazione di pericolo per l'interesse dello Stato al mantenimento della sua integrità territoriale».
La corte si pronunciò anche in merito alle accuse di collaborazionismo mosse alla Osoppo da Toffanin, concludendo che non esistesse alcuna prova in tal senso e rimarcando non solo l'inesistenza di accordi con tedeschi e fascisti, ma anche la «profonda avversione verso il nazifascismo» di "Bolla". Furono confermate le pene precedentemente inflitte dalla corte d'assise di Lucca per i reati principali e inasprite le pene per i reati di sequestro di persona e saccheggio. Giovanni Padoan, assolto in primo grado per insufficienza di prove, fu condannato a trent'anni di reclusione, ridotti a due per effetto delle varie amnistie e condoni.
A causa di tali provvedimenti legislativi nessuno dei condannati presenti al processo finì detenuto, mentre una parte di essi continuò la latitanza all'estero. Il procuratore generale di Firenze impugnò la sentenza presso la Cassazione, chiedendo l'annullamento dell'assoluzione per il reato di tradimento per aver attentato all'integrità dello Stato nei confronti di Juri, Modesti, Padoan, Paino, Tambosso, Toffanin, Zocchi e Fantini. Nei confronti degli ultimi due fu chiesto anche l'annullamento della sentenza di assoluzione per insufficienza di prove per il reato di omicidio, sequestro di persona e rapina. Analogamente impugnarono la sentenza gli imputati per chiedere nuovamente l'assoluzione.

### Il processo in Cassazione
Il 18 giugno 1957 iniziò la discussione dell'impugnazione della sentenza di secondo grado presso la Corte di Cassazione: il Procuratore Generale, in linea con le richieste della procura di Firenze, chiese il rigetto del ricorso degli imputati e un nuovo processo per il reato di tradimento.
Il giorno seguente la Corte accolse in toto le tesi dell'accusa confermando le sentenze, che divennero così definitive, per gli omicidi e i reati minori connessi, ma ordinando al contempo l'istruzione di un nuovo processo presso la corte d'assise d'appello di Perugia per il solo reato di tradimento per attentato contro l'integrità dello Stato per tutti gli imputati più importanti, nonché per il reato di omicidio, rapina e sequestro di persona per Zocchi e Fantini: «Una volta ritenuto e accertato che alcuni esponenti del Partito Comunista Italiano e altri Comandanti di formazioni partigiane garibaldine, d'intesa con le autorità jugoslave, mirarono all'instaurazione di un regime popolare progressivo in alcune zone dello Stato italiano e che, in vista di codeste finalità, fu compiuto il "triplice episodio" (passaggio della Natisone alle dipendenze del IX Korpus, Propaganda diretta a favorire le mire annessionistiche della Jugoslavia, Eccidio di Porzûs), la indagine deve essere eseguita non già tenendo conto soltanto della eventuale partecipazione delle formazioni garibaldine alle azioni militari svolte dalle forze jugoslave, ma spingendo lo sguardo sulla autentica essenza degli accordi precedenti».

### Il nuovo processo a Perugia
Fra la sentenza della Cassazione e l'apertura del procedimento a Perugia fu emanato l'11 luglio 1959 un decreto presidenziale di amnistia che coprì anche i reati di natura politica, intendendo con ciò anche ogni delitto comune determinato – in tutto o in parte – da motivi politici. Pervenuti quindi gli atti nel capoluogo umbro, il procuratore generale di Perugia chiuse la fase istruttoria rilevando l'estinzione del reato per sopraggiunta amnistia per tutti gli imputati (sentenza dell'11 marzo 1960). Pur avendone titolo ai sensi dell'art. 14 del citato decreto, nessun imputato esercitò il diritto alla rinuncia al beneficio al fine di farsi giudicare. Questo fu l'ultimo della lunga catena di atti processuali relativi alle vicende legate all'eccidio di Porzûs.

## La sorte degli imputati
Nessuno dei condannati scontò pene in carcere salvo il periodo della detenzione in attesa della conclusione del processo, che in alcuni casi si protrasse per qualche anno. Alcuni fra i principali imputati riparati all'estero vi rimasero anche dopo la fine delle loro vicende processuali:
- Mario Toffanin "Giacca" (condannato all'ergastolo), contumace, si trasferì in Jugoslavia alla fine della guerra. Spostatosi in Cecoslovacchia a seguito del conflitto fra Tito e Stalin del 1948, ritornerà in Slovenia nel 1967. Condannato ad altri trent'anni di pena per reati non coperti dall'amnistia del 1959 commessi fra il 1940 e il 1946 – furto, rapine, estorsioni e omicidi, anche ai danni di una compagna di lotta – non fece ritorno in Italia neppure nel luglio 1978 nonostante la grazia concessagli dal presidente Sandro Pertini da poco insediatosi al Quirinale[136]. Visse per anni a Scoffie (frazione di Capodistria) continuando a percepire la pensione italiana[137] e morì a Sesana il 22 gennaio 1999. Più volte intervistato dalla stampa italiana negli anni successivi alla fuga, si dichiarò sempre certo del tradimento della Osoppo: ribadì più volte la correttezza delle sue azioni e continuò ad accusare gli osovani, tra le altre cose, di aver inglobato al proprio interno molti uomini appartenenti a gruppi fascisti, di aver collaborato attivamente con reparti della RSI, nonché di aver spesso trattenuto le forniture di armi e attrezzature britanniche che secondo gli accordi spettavano ai garibaldini[30][138][139][140].
- Vittorio Juri "Marco" (ergastolo) visse il resto della propria vita a Capodistria, maturando la pensione italiana e gestendo un bar[141]. Secondo quanto apparso anni dopo sulla stampa, egli morì confidando ai figli il dubbio di aver ucciso degli innocenti e di aver commesso «un errore spaventoso»[138]. Nel 2015 il quotidiano Messaggero Veneto pubblicò alcuni stralci inediti di un memoriale su Porzûs, scritto da Juri negli anni settanta e conservato dai figli. Juri si disse ancora convinto del collaborazionismo di Elda Turchetti e delle trame dei comandanti dell'Osoppo con i nazifascisti. In conclusione, «il peso delle vittime di Porzûs peserà molto sulla coscienza di coloro che hanno aizzato l'odio fra Garibaldi e Osoppo» originando «una delle più nere pagine nella storia partigiana del Friuli». Gli osovani fucilati «sono stati vittime della guerra in cui il fascismo ha trascinato l'Italia, sono stati loro vittime come potevamo essere noi»[142].
- Alfio Tambosso "Ultra" (ergastolo) si stabilì a Lubiana (Slovenia) dove acquisì una buona fama come mosaicista[143]. Espulso dal PCI per titoismo[144], tornerà in Italia di tanto in tanto dopo l'amnistia del 1959.
- Ostelio Modesti "Franco" (30 anni), scarcerato nel 1954, fu in seguito segretario del PCI per la provincia di Matera[145], e poi funzionario della federazione del PCI di Belluno[146].
- Giovanni Padoan "Vanni" (30 anni) nel 1950 fu eletto segretario dell'ANPI di Udine, poi fino all'assoluzione di Lucca riparò all'estero. Nel 1954 fu eletto segretario regionale dell'ANPI del Veneto. Dopo la condanna di Firenze fuggì nuovamente, per ritornare in Italia dopo l'amnistia. Gestì un negozio di mercerie a Cormons e fece parte del direttivo dell'Istituto Friulano per la Storia del Movimento di Liberazione[145].
- Aldo Plaino "Valerio" (30 anni) rientrò dal Territorio Libero di Trieste in Italia a seguito dell'amnistia: fece l'autista, poi una volta pensionato si ritirò a Buttrio.
- Lorenzo Deotto "Lilly" (22 anni e 8 mesi) visse a Zagabria (Croazia), dove fece il vetraio.
- Leonida Mazzaroli "Silvestro" (22 anni e 8 mesi) riparò in Francia e non rientrò più in Italia.
- Urbino Sfiligoi "Bino" (22 anni e 8 mesi), rientrato dalla Jugoslavia dopo l'amnistia, fece il minatore ad Albana (Prepotto).
- Tullio Di Gaspero "Osso" (20 anni e 8 mesi) rimase in carcere dal 1949 al 1959, poi tornò in Friuli a lavorare come artigiano nella lavorazione delle sedie.
- Adriano Cernotto "Ciclone" (18 anni) si spostò definitivamente a Umago (Croazia), dove fece l'albergatore e morì.
- Giorgio Julita "Jolly" (18 anni) fu arrestato nel 1949, ma in seguito visse fra l'Italia e la Jugoslavia, morendo in giovane età.
- Venuto Mauri "Piero" (18 anni) visse in Jugoslavia e non tornò in Italia dopo l'amnistia.
- Mario Giovanni Ottaviano "Bibo" (18 anni) dopo l'amnistia aprì un negozio di mercerie a Trivignano Udinese.
- Fortunato Pagnutti "Dinamite" (18 anni) visse in Italia lavorando come operaio edile e morì all'inizio degli anni settanta.
- Giorgio Sfiligoi "Terzo" (18 anni) visse il resto della sua vita in un paesino in Slovenia, ai confini col Collio friulano.
- Mario Fantini "Sasso" (assolto per insufficienza di prove in secondo grado, rimandato a processo per tradimento e omicidio dalla Cassazione, infine amnistiato) rimase un anno e mezzo in carcere in attesa del processo. Aperto un negozio di elettrodomestici e bombole del gas a Monfalcone, fu presidente del comitato provinciale dell'ANPI. Impegnato nella divulgazione della storia della Natisone e nella valorizzazione della Resistenza, morì ad Aviano nel 1988.
- Gustavo Bet "Gastone" (assolto per non aver commesso i fatti per alcuni omicidi, per insufficienza di prove per altri) rimase latitante fino all'amnistia, poi si stabilì a Lignano Sabbiadoro, dove divenne albergatore.

## La medaglia d'oro a De Gregori
A Francesco De Gregori fu riconosciuta, nel 1945, la medaglia d'oro al valor militare alla memoria, con una motivazione contenente la seguente frase: «Cadeva vittima della tragica situazione creata dal fascismo ed alimentata dall'oppressore tedesco in quel martoriato lembo d'Italia dove il comune spirito patriottico non sempre riusciva a fondere in un sol blocco le forze della Resistenza». Nel 1964 Roberto Battaglia  – storico iscritto al PCI, già comandante partigiano – affermò, nella sua opera Storia della Resistenza italiana, che la motivazione dell'onorificenza aveva «tagliato corto a qualsiasi tentativo di speculazione politica». Non facendo riferimento alle circostanze della morte di De Gregori e ai suoi esecutori, la stessa motivazione fu invece molti anni dopo considerata indice di «contorsionismo» dallo scrittore Alfio Caruso, o «ineffabile» e «reticente» dallo storico Paolo Simoncelli. Tuttora nella pagina del sito dell'ANPI dedicata a Francesco De Gregori si afferma che egli «cadde alle Malghe di Porzus in uno scontro tra partigiani», non meglio definito.

## I mandanti e le motivazioni dell'eccidio
Nel corso dei decenni, oltre alle risultanze processuali secondo le quali i mandanti dell'eccidio sarebbero stati alcuni dei capi del PCI friulano, al fine di «porre alcune parti del nostro Stato sotto la sovranità della Jugoslavia», varie ipotesi (talora radicalmente divergenti tra loro e che propongono letture totalmente antitetiche degli eventi) sono state avanzate sui mandanti dell'eccidio e sulle sue motivazioni, spesso in corrispondenza con la scoperta di nuovi documenti o con l'apertura di nuovi filoni giudiziari.
Alcuni fra gli stessi protagonisti dei fatti, col passare del tempo, hanno modificato anche in maniera notevole le proprie precedenti dichiarazioni, rendendo il quadro ancor più difficile da interpretare.

### Le versioni di Toffanin
Mario Toffanin "Giacca", principale responsabile materiale dell'eccidio di Porzûs, rilasciò una serie di interviste negli anni novanta, nel corso delle quali mantenne alcuni punti fermi: la Osoppo era responsabile di aver intrattenuto rapporti con la Decima Mas e con i tedeschi e stava organizzando l'eliminazione del comando GAP; l'organizzazione della missione alle malghe di Topli Uorch era stata solo sua; l'eccidio fu un legittimo atto di guerra, giustificato dal tradimento degli osovani e causato dall'impeto rabbioso derivante dall'aver visto la spia Elda Turchetti presso il comando partigiano: un'azione che Toffanin avrebbe sempre rifatto tale e quale, senza alcun ripensamento; il processo fu una manovra, ordita dai democristiani. Altri aspetti vennero invece raccontati in modo difforme: fra gli altri, in un'intervista a Radio Radicale del 1992 Toffanin raccontò d'esser salito a Topli Uorch dopo aver saputo da alcuni comandanti gappisti che gli osovani avevano ucciso cinque partigiani garibaldini; mentre nel 1997 affermò che i partigiani uccisi dagli osovani erano due e l'informatore sarebbe stato «un contadino».
In tali interviste Toffanin cambiò però completamente la propria versione rispetto a quanto aveva dichiarato nella relazione scritta a ridosso del fatto: le strutture del PCI non risultavano più coinvolte in nessuna fase dell'evento e si disconosceva l'esistenza di un qualsiasi ordine superiore relativamente alla missione e ai suoi scopi.
Interrogato sulla discrepanza, nel 1992 Toffanin affermò che la relazione del 1945 in realtà era un falso, nonostante negli anni precedenti l'avesse riconosciuta come veridica.

### La tesi dei mandanti sloveni
L'ipotesi che nella storiografia italiana ha via via preso più vigore, anche sulla scorta delle risultanze processuali e dell'apertura di una serie di archivi prima inaccessibili, attribuisce la motivazione dell'eccidio alla determinazione dei partigiani jugoslavi di mettere in atto un'«epurazione preventiva», contro i propri oppositori, reali o potenziali, all'interno dei territori reclamati dalla Jugoslavia di Tito: l'Istria, il Goriziano, la Slavia veneta e la striscia costiera che da Trieste va fino a Monfalcone. Fra gli autori che hanno in vario modo contribuito a questa ricostruzione dei fatti o l'hanno fatta propria almeno in senso generale, sono da ricordare Elena Aga Rossi, Alberto Buvoli, Marina Cattaruzza, Sergio Gervasutti, Tommaso Piffer, Raoul Pupo e altri. Buvoli in particolare, sulla scorta del fatto che Toffanin fu «sempre e solo iscritto al PC croato, jugoslavo, e aveva già fatto parte della Brigata dalmata in Jugoslavia» e del fatto che «gli sloveni cercavano di infiltrare nella Resistenza italiana persone fidate che servissero i loro interessi», ha messo in rilievo come «in questo contesto la figura di Giacca [sia] sempre stata equivoca».
La tesi secondo la quale l'eccidio di Porzûs sia imputabile agli sloveni trovò alcune indirette conferme documentali: oltre alle già ricordate lettere di risposta del comando della Natisone alle richieste del superiore comando del IX Korpus affinché agisse contro il comando osovano di Porzûs, l'attacco era già temuto da un rapporto al Foreign Office pervenuto pochi giorni prima della strage.
In tale rapporto un ufficiale di collegamento britannico al seguito dei partigiani sloveni operanti nell'Italia nordorientale aveva reso noto che l'unità cui era aggregato aveva catturato alcuni partigiani della Osoppo e che, alle sue rimostranze, il comandante sloveno aveva risposto di avere agito in base a ordini superiori.
L'autore del rapporto aveva espresso quindi l'opinione che gli sloveni avevano l'intenzione di attaccare il comando generale delle brigate Osoppo. Anche "Bolla", nel suo rapporto del 17 gennaio 1945 che denunciò il rapimento di "Make", "Rinato" e "Vandalo" da parte del IX Korpus, affermò che «certamente, nei prossimi giorni tali atti di inqualificabile violenza (…) si ripeterà (sic) a danno dei nostri piccoli distaccamenti di Prossenicco e Canebola, fino a quando si ripeterà, come logica conclusione di una linea di condotta che ormai appare fin troppo chiara, contro questo Comando stesso».

Giovanni Padoan "Vanni", in una vecchia foto segnaletica

L'ex commissario politico della Divisione Garibaldi Natisone Giovanni Padoan "Vanni", condannato sia in appello sia in Cassazione, fin dagli anni sessanta intraprese un percorso di revisione delle interpretazioni allora in voga nel PCI riconoscendo la sostanziale fondatezza del verdetto di Lucca e rimarcando in modo sempre più deciso la responsabilità nella strage dei vertici del partito in Friuli e del IX Korpus sloveno.
Il 23 agosto 2001, durante un tentativo di riconciliazione fra garibaldini e osovani che vide il suo abbraccio alle malghe di Topli Uorch col sacerdote ed ex partigiano osovano don Redento Bello "Candido", "Vanni" lesse una dichiarazione con la quale si assunse la «responsabilità oggettiva» e indicò espressamente mandanti ed esecutori:

### La tesi filojugoslava
La storiografia jugoslava non produsse alcuno studio sull'eccidio di Porzûs. Così com'era stata reclamata alla fine della Grande Guerra, la Slavia veneta fu richiesta ufficialmente dagli jugoslavi anche al termine della seconda guerra mondiale: era comune ritenere – come affermò nel 2005, dopo la fine della Federativa, il primo ministro sloveno Janez Janša nel corso della prima celebrazione della Festa del ritorno del Litorale Sloveno alla madrepatria – che se «il regime jugoslavo non avesse trascinato il Paese al di là della cortina di ferro, avremmo potuto contare anche su Trieste, Gorizia e la Slavia veneta».
Sempre dal punto di vista filojugoslavo, in anni più recenti la tematica è stata brevemente ripresa, tra gli altri, dallo storico sloveno triestino Jože Pirjevec, nell'ambito di un saggio dedicato ai massacri delle foibe che ha creato una lunga serie di polemiche.
Secondo Pirjevec, nelle speranze dei comunisti sloveni e italiani l'impeto rivoluzionario comune avrebbe dovuto espandersi in tutto il Nord Italia, vagheggiando addirittura che tutte le Divisioni Garibaldi «nell'Italia propriamente detta» si assoggettassero al Fronte di liberazione sloveno.
La Osoppo, costituendo un movimento resistenziale "bianco", per opporsi a queste mire avrebbe intrattenuto rapporti diplomatici con la Wehrmacht, con i collaborazionisti cosacchi e con la Decima Mas.
Pirjevec per primo riportò la notizia secondo la quale cinque partigiani garibaldini sarebbero stati uccisi da membri della Osoppo quando fu diffusa la notizia della loro adesione al IX Korpus sloveno, ma da una verifica successiva risultò che il documento contenuto in uno degli archivi di Stato russi citato dallo storico triestino a sostegno della propria affermazione in realtà non parla di «conflitti fra partigiani comunisti e partigiani democratici sul confine orientale italiano nel 1945». Sempre secondo Pirjevec, in Friuli si sarebbero manifestate delle «tendenze separatistiche (…), dove alcuni circoli pensavano di staccarsi dall'Italia e aderire come entità autonoma alla Jugoslavia». In tale contesto sarebbe avvenuto il «fatto tragico» dell'attacco gappista di Porzûs, del quale il IX Korpus sarebbe stato completamente ignaro, ma visto il successivo asilo prestato in seguito a Toffanin dagli sloveni, sarebbero sorte delle «voci tendenziose (…) che la strage fosse stata voluta da loro», il che avrebbe contribuito a far assumere al fatto, «marginale pur nella sua tragicità», delle «dimensioni sproporzionate».

### Altre ricostruzioni

#### Le ipotesi di Aldo Moretti

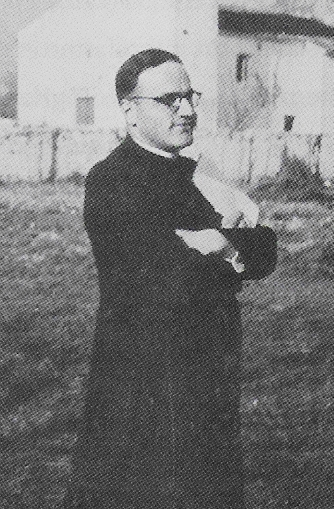
don Aldo Moretti "Lino"

Monsignor Aldo Moretti "Lino", medaglia d'oro al valor militare e tra i fondatori delle Divisioni Osoppo, ha sempre affermato che l'eccidio di Porzûs fosse stato compiuto «…nell'interesse della causa slovena (…) con l'indispensabile consenso degli uomini del PCI», ma espresse anche l'opinione secondo la quale gli Alleati – in particolare i servizi segreti britannici – pensando già al dopoguerra e contrari a commistioni tra partigiani cattolici e comunisti, avessero cercato di dividere le parti fino a sacrificare la Osoppo per mano delle formazioni comuniste oramai al servizio degli jugoslavi (già considerati futuri nemici più che attuali alleati). Le stesse denunce di Radio Londra contro Elda Turchetti, oltre a un certo tergiversare da parte dell'ufficiale inglese Thomas Rowort "Nicholson" nel gestire le (poi rifiutate) proposte di alleanza in chiave anti-jugoslava da parte della Xª MAS, sarebbero rientrate in tale strategia.
L'ipotesi di Moretti del coinvolgimento dei servizi segreti britannici nell'eccidio di Porzûs non fu in seguito approfondita dalla storiografia internazionale, se non da alcuni autori – segnatamente Alessandra Kersevan e Goradz Bajc – in termini molto più ampi, laddove le attività di detti servizi segreti vengono inserite in un quadro di doppi e tripli giochi comprendente svariati altri attori.

#### La teoria del complotto anticomunista
In un libro apparso nel 1995, la ricercatrice friulana Alessandra Kersevan sottopose ad analisi una parte dei documenti e delle testimonianze all'epoca apparsi, il tutto presentato come una serie di colloqui fra una giovane studentessa laureanda in storia e un professore indicatole da un bibliotecario.
Alla luce di una serie di fatti contemporanei e successivi all'eccidio, Kersevan ipotizzò che nella vicenda di Porzûs vi fosse stato un massiccio intervento manipolatorio dei servizi segreti militari angloamericani in combutta con quelli italiani, in un quadro di doppi e tripli giochi che coinvolsero il PCI, l'ignaro Toffanin – che quindi sarebbe stato strumento inconsapevole dell'imperialismo statunitense – nonché la Decima Mas di Junio Valerio Borghese. Secondo tale teoria del complotto, nelle estreme terre nordorientali italiane si sarebbe quindi giocato fin dal 1944-1945 un prodromo della guerra fredda postbellica, con fortissime infiltrazioni fasciste repubblicane all'interno del movimento partigiano friulano, al fine ultimo di impedire il saldarsi dei movimenti comunisti sloveni e italiani in un moto rivoluzionario esteso al Nord Italia, gettando il discredito sui partigiani jugoslavi anche con altre contestuali campagne di disinformazione e manipolazione, come quella dei massacri delle foibe. In tal quadro il IX Korpus sloveno sarebbe quindi stato contemporaneamente spettatore e vittima, mentre i comandi della Osoppo sarebbero stati in realtà conniventi con i nazisti e la Decima Mas in funzione anticomunista e antislava, con la collaborazione occulta ma attiva delle potenze occidentali e la benedizione della chiesa cattolica locale, coinvolta fin nelle sue più alte gerarchie.
Tale vasta operazione sarebbe poi continuata col processo, considerato dalla Kersevan una montatura basata in gran parte su testimonianze e documenti falsi o manipolati, compresi fra gli altri non solo il rapporto sui fatti stilato da "Giacca" e i suoi, ma anche la famosa lettera di accusa agli sloveni e ai garibaldini che Guido Pasolini spedì al fratello Pierpaolo a novembre del 1944 e che fu poi trasmessa alle autorità inquirenti. Il tutto non sarebbe stato che il prodromo delle attività di Gladio, con varie connessioni con la mafia, la P2 e lo stragismo di Stato.
A partire dagli anni novanta, a rafforzare tutto ciò – sempre secondo Kersevan – si sarebbe saldata un'altra manovra tutta politica per opera degli eredi del PCI (PDS, poi DS) e dei fascisti (AN): una «convergenza destra-sinistra tesa a ricostruire un immaginario condiviso anticomunista. Non è un caso che il film Porzûs di Renzo Martinelli sia stato finanziato dall'allora governo di centro-sinistra, cioè dal ministro della cultura Walter Veltroni, ma apprezzato anche a destra». Kersevan sostiene inoltre che, con la fuga in Jugoslavia e in altri paesi socialisti degli imputati del processo condannati per vari reati, sarebbe stata costretta ad andarsene dal Friuli «la meglio gioventù».
Una simile linea interpretativa è stata proposta anche dallo storico triestino dell'Università del Litorale di Capodistria Gorazd Bajc: eccidio di Porzûs e massacri delle foibe sarebbero delle enormi montature propagandistiche create ad arte o «incoraggiate» dai servizi segreti statunitensi per spezzare l'intesa fra comunisti italiani e sloveni.

#### Le ipotesi giudiziarie di Carlo Mastelloni
Simile a quella di Bajc fu anche un'ipotesi avanzata nel 1997 dal giudice istruttore Carlo Mastelloni nell'ambito della sua inchiesta su Argo 16, peraltro conclusasi senza alcuna conferma giudiziaria e senza alcuna condanna. In tale complesso contesto denso di doppi e tripli giochi, anche la stessa figura di Mario Toffanin sarebbe da riconsiderare: alcuni lo vedrebbero addirittura come agente dei tedeschi.

## Le controversie politiche e storiografiche sull'eccidio
Le responsabilità politiche e materiali dell'eccidio di Porzûs sono al centro di un acceso dibattito politico e storiografico, intersecatosi fino agli anni cinquanta con i processi ai quali furono sottoposti esecutori e presunti mandanti della strage. Gli eventi legati a Porzûs hanno acquisito un valore paradigmatico: per gli uni del tentativo di delegittimare la Resistenza proiettando sull'intero movimento partigiano un episodio ritenuto marginale, per gli altri della natura totalitaria e antidemocratica del Partito Comunista Italiano e del carattere sostanzialmente antinazionale della sua politica.
Durante il processo, il PCI organizzò una campagna di stampa per ribadire le accuse di connivenza con fascisti e nazisti dei reparti della Osoppo, ritenendo che in Italia fosse sostanzialmente tornata al potere una destra direttamente connessa col regime fascista, della quale la Democrazia Cristiana era il cardine, che tramite il processo per l'eccidio voleva mettere sotto accusa il PCI e l'intero movimento resistenziale. Della chiusura della vicenda giudiziaria per intervenuta amnistia nel 1959 non fu data notizia, e per circa quindici anni sulla vicenda cadde il silenzio.
Nel 1964 il già citato Roberto Battaglia, nella sua Storia della Resistenza italiana, fece proprie le conclusioni della sentenza di primo grado emessa nel 1952 dalla corte d'assise di Lucca, la quale attribuisce la responsabilità dell'eccidio all'anticomunismo di "Bolla", che si sarebbe scontrato con «l'animosa intolleranza di fanatici avversari». Tale tesi, che indica gli osovani come corresponsabili dell'eccidio, nei decenni successivi venne ripresa, in tutto o in parte, da altri autori come Giorgio Bocca o Giampaolo Gallo. Un altro gruppo di autori concentrò la propria attenzione sulle responsabilità degli osovani in relazione ai loro contatti con la Decima Mas, che avrebbe quindi, se non giustificato, quanto meno reso comprensibile la reazione di Toffanin e i suoi: su tale aspetto insistettero per esempio Pierluigi Pallante e Pier Arrigo Carnier.
Nel 1975 venne pubblicato il primo studio specifico sull'eccidio, Porzûs, due volti della Resistenza di Marco Cesselli. L'autore, ricercatore dell'Istituto Friulano per la Storia del Movimento di Liberazione, a seguito di un notevole lavoro di rielaborazione delle fonti e a una serie di interviste ai protagonisti dell'evento, espresse delle notevoli aperture verso una revisione della precedente interpretazione dell'eccidio e mise in luce le responsabilità politiche dei massimi dirigenti del PCI friulano. Tuttavia per il resto del decennio e per quasi tutti gli anni ottanta la storia di Porzûs non suscitò quasi alcun interesse da parte degli storici accademici.
La questione tornò prepotentemente all'attenzione dell'opinione pubblica negli anni 1990, intersecandosi con altre polemiche quali quelle sul cosiddetto triangolo della morte o quelle su Gladio, un'organizzazione anticomunista di tipo stay-behind legata alla NATO, a cui aderì un numero imprecisato di ex partigiani della Osoppo. La polemica raggiunse l'acme quando il Presidente della Repubblica Francesco Cossiga, nel corso di una visita in Friuli nel febbraio del 1992, incontrò pubblicamente un gruppo di appartenenti a Gladio, accusando i partigiani comunisti di aver combattuto anche per l'instaurazione di una dittatura contro gli interessi nazionali dell'Italia.
Nella seconda metà del decennio, le polemiche s'incrociarono con un più ampio dibattito sulla revisione storiografica del fascismo e della Resistenza, notevolmente aumentato a partire dall'entrata nel governo del Movimento Sociale Italiano (1994) e visto nell'ottica più ampia delle questioni relative alla cessione dei territori orientali a seguito del trattato di pace del 1947, ai massacri delle foibe e all'esodo giuliano dalmata. Furono quindi pubblicati diversi articoli e saggi, che a loro volta causarono ulteriori polemiche, anche a causa della nascita e dello sviluppo delle più diverse ipotesi sui mandanti effettivi della spedizione gappista.
Ulteriori contrasti sorsero alla notizia che alla 54ª Mostra del Cinema di Venezia del 1997 sarebbe stato presentato Porzûs, film sull'eccidio diretto da Renzo Martinelli. Delo, il più importante quotidiano sloveno, accusò gli «ex comunisti in Italia» (PDS) di utilizzare un film sul «più celebre falso storico organizzato dai servizi segreti italiani» per condurre una «guerra di propaganda» contro Slovenia e Croazia al fine di porre «i due paesi sotto l'influenza dell'Italia».
Fra il 2001 e il 2003 vi furono due tentativi di riconciliazione: il primo fu il già citato incontro fra "Vanni" e il sacerdote osovano don Redento Bello "Candido" (23 agosto 2001); il secondo, sempre organizzato da "Vanni" e "Candido", coinvolse anche i vertici dell'Associazione Partigiani Osoppo e una serie di politici locali e nazionali (9 febbraio 2003), ma i rapporti fra reduci osovani e garibaldini non si rasserenarono completamente.
Divenuto ormai un importante argomento di studio, anche nel nuovo secolo l'eccidio di Porzûs non è scevro di interpretazioni difformi anche all'interno delle stesse opere storiografiche, riproponendo talvolta alcune interpretazioni già presenti negli studi degli anni precedenti. L'attuale panorama storiografico fa quindi ancora ritenere a Elena Aga Rossi che «Nonostante decenni di polemiche e ricerche, non è comunque tuttora disponibile un'esauriente ricostruzione che inquadri l'episodio nel suo contesto, analizzando l'eccidio in relazione al tema più generale non solo dei rapporti interni alla Resistenza italiana e della politica del PCI, ma anche delle relazioni tra le altre forze in campo, i comunisti sloveni e la X Mas».
Il 29 maggio 2012 il presidente della Repubblica Giorgio Napolitano ha visitato il comune di Faedis, dove ha scoperto una targa in memoria dei trucidati. Nel suo discorso, Napolitano ha definito l'eccidio «tra le più pesanti ombre che siano gravate sulla gloriosa epopea della Resistenza» individuandone le radici in un «torbido groviglio [di] feroci ideologismi di una parte, con calcoli e pretese di dominio di una potenza straniera a danno dell'Italia, in una zona martoriata come quella del confine orientale del nostro Paese». Nonostante l'auspicio di Napolitano affinché siano «sanate le più dolorose ferite del passato», i contrasti fra ANPI e APO (Associazione Partigiani Osoppo) non risultano completamente superati: quest'ultima chiese all'ANPI di sottoscrivere il documento di assunzione di responsabilità e di scuse presentato ufficialmente nel 2001 da Giovanni Padoan "Vanni", mentre la prima chiese che fosse l'APO a fare un primo passo. Negli anni successivi il clima fra le due associazioni partigiane si è però molto rasserenato.

## La memoria
Il sito ufficiale dell'Associazione Nazionale Partigiani d'Italia (ANPI) ha attribuito la morte di De Gregori a «uno scontro tra partigiani», definendo l'eccidio «guerra intestina all'interno delle formazioni partigiane», individuandone le cause in una serie di tensioni dovute ai «contatti presi dalla Osoppo con i fascisti per contrattare la non cessione di territori alla Jugoslavia di Tito». La versione è stata radicalmente modificata a giugno del 2016: la morte di De Gregori continua a essere attribuita a «uno scontro fra partigiani», ma l'eccidio è inquadrato come segue: «I partigiani sloveni chiedono che i reparti italiani del Friuli orientale passino alle loro dipendenze: le Osoppo rifiutano, mentre la Garibaldi Natisone accetta. In questo contesto avviene l'eccidio di Porzûs» e le accuse scagliate contro l'Osoppo di collusione coi fascisti vengono attribuite al solo Toffanin («"estremista fanatico" legato agli sloveni») e giudicate «infondate».
L'Associazione Partigiani Osoppo-Friuli, nata nel 1947 e non facente parte dell'ANPI, bensì della Federazione Italiana Volontari della Libertà (FIVL), fin dai primi tempi della propria fondazione ha mantenuto vivo il ricordo dell'eccidio di Porzûs. Da svariati anni, in occasione dell'anniversario dell'assalto gappista, organizza quindi una cerimonia direttamente alle malghe di Topli Uorch, in genere accompagnata da altre manifestazioni di tipo storico/rievocativo o commemorativo, quali mostre, convegni, presentazioni di libri, messe e concerti. Nel periodo estivo viene invece organizzato un incontro al Bosco Romagno, a ricordare gli osovani ivi uccisi. Entrambe le manifestazioni sono state variamente contrastate e contestate da vari gruppi della sinistra estrema oltre che, in certi casi, dall'ANPI. In anni più recenti le critiche hanno trovato supporto nelle teorie storiche di Alessandra Kersevan. Nel 2009 un rappresentante dell'ANPI, a titolo personale, ha partecipato alla cerimonia alle malghe. A partire da quell'anno la presenza di soci dell'ANPI alle commemorazioni ufficiali dell'eccidio di Porzûs fu continua sia pure non ufficializzata. Nel 2017 - a 72 anni dall'eccidio - per la prima volta una delegazione ufficiale dell'ANPI venne invitata dall'APO e partecipò alla cerimonia di Canebola, alla presenza della presidente della giunta regionale del Friuli-Venezia Giulia, Debora Serracchiani.

## Le malghe di Porzûs come bene di interesse culturale
|                       |                                      |           |           |                              |                                                      |
| Panorama dalle malghe | Stele prima della salita alle malghe | Le malghe | Le malghe | Lapide in ricordo dei caduti | Lapide a ricordo della visita del presidente Cossiga |

Il 18 gennaio 2010 la Direzione regionale per i beni culturali e paesaggistici del Friuli Venezia Giulia emise un decreto che rendeva di «interesse culturale» il «bene denominato Malghe di Porzûs», ma a seguito di una serie di polemiche derivanti da alcune inesattezze contenute nella relazione storica allegata, il provvedimento fu revocato dall'allora ministro per i beni culturali Sandro Bondi.
Rivista la relazione storica, il decreto fu reiterato a novembre dello stesso anno.
Da tempo è attivo l'iter procedurale per dichiarare le malghe di Porzûs monumento nazionale. Un dirigente dell'ANPI si è opposto all'iniziativa, così come alla proposta di intitolare alcune vie cittadine ai «martiri di Porzûs».